# 대한민국 축구 국가대표팀 경기 결과 (2020–2029)

## 결과

### 2020년
| 친선 경기 11월 14일 | 멕시코                                   | 3 – 2  | 대한민국                  | 비너노이슈타트, 오스트리아 |  |  |
| 21:00 UTC+1         | - 히메네스 67′ - 안투나 69′ - 살세도 70′ | 리포트 | - 황의조 20′ - 권경원 87′ | 경기장: 슈타디온 비너노이슈타트 관중 수: 0명 심판: 하랄트 레히너 (오스트리아) 부심: 안드레아스 하이덴라이히 (오스트리아) 2부심: 자라 텔렉 (오스트리아) 대기심: 요제프 쉬푸르니 (오스트리아) |  |  |
|                     |                                          |        |                           | |  |  |

| 친선 경기 11월 17일 | 대한민국                 | 2 – 1  | 카타르             | 마리아엔처스도르프, 오스트리아 |  |  |
| 14:00 UTC+1         | - 황희찬 1′ - 황의조 36′ | 리포트 | - 알모에즈 알리 9′ | 경기장: BSFZ 아레나 관중 수: 0명 심판: 율리안 베인베르거 (오스트리아) 부심: 막시밀리안 콜비치 2부심: 자라 텔렉 (오스트리아) 대기심: 알란 키야스 (오스트리아) |  |  |
|                     |                          |        |                    | |  |  |

### 2021년
| 친선 경기 3월 25일 | 일본                                 | 3 – 0  | 대한민국 | 요코하마, 일본 |  |  |
| 19:20 UTC+9        | - 야마네 16′ - 가마다 27′ - 엔도 83′ | 리포트 |          | 경기장: 닛산 스타디움 관중 수: 8,356명 심판: 로완 아루무간 (인도) 부심: 토니 조셉 루이스 (인도) 2부심: 수만타 두타 (인도) 대기심: 코임바토르 라마스와미 스리크리슈나 (인도) |  |  |
|                    |                                      |        |          | |  |  |

| 2022년 FIFA 월드컵 2차 예선 6월 5일 | 대한민국                                                  | 5 – 0        | 투르크메니스탄 | 고양, 대한민국 |  |  |
| 20:00 UTC+9                         | - 황의조 9′, 72′ - 남태희 45+2′ - 김영권 56′ - 권창훈 62′ | 리포트 (AFC) |                | 경기장: 고양종합운동장 관중 수: 3,932명 심판: 투르키 알쿠드하이르 (사우디아라비아) 부심: 모함메드 알아바크리 (사우디아라비아) 2부심: 칼라프 일샴마리 (사우디아라비아) 대기심: 한나 하타브 (시리아) MVP: 황의조 |  |  |
|                                     |                                                           |              |                | |  |  |

| 2022년 FIFA 월드컵 2차 예선 6월 7일 | 대한민국 | 취소         | 조선민주주의인민공화국 | 고양, 대한민국         |  |  |
| 20:00 UTC+9                         |          | 리포트 (AFC) |                        | 경기장: 고양종합운동장 |  |  |
|                                     |          |              |                        |                        |  |  |

| 2022년 FIFA 월드컵 2차 예선 6월 9일 | 스리랑카 | 0 – 5        | 대한민국                                                          | 고양, 대한민국 |  |  |
| 20:00 UTC+9                         |          | 리포트 (AFC) | - 김신욱 14′, 42′ (페널티) - 이동경 22′ - 황희찬 52′ - 정상빈 76′ | 경기장: 고양종합운동장 관중 수: 4,008명 심판: 선인하오 (중국) 부심: 장청 (중국) 2부심: 모함메드 알아바크리 (사우디아라비아) 대기심: 카미스 알마리 (카타르) MVP: 황희찬 |  |  |
|                                     |          |              |                                                                   | |  |  |

| 2022년 FIFA 월드컵 2차 예선 6월 13일 | 대한민국                                    | 2 – 1        | 레바논     | 고양, 대한민국 |  |  |
| 15:00 UTC+9                          | - 사브라 50′ (자책골) - 손흥민 65′ (페널티) | 리포트 (AFC) | - 사드 12′ | 경기장: 고양종합운동장 관중 수: 4,061명 심판: 카미스 알마리 (카타르) 부심: 람잔 알나에미 (카타르) 2부심: 칼라프 일샴마리 (사우디아라비아) 대기심: 투르키 알쿠드하이르 (사우디아라비아) MVP: 손흥민 |  |  |
|                                      |                                             |              |            | |  |  |

| 2022년 FIFA 월드컵 아시아 지역 3차 예선 9월 2일 | 대한민국 | 0 – 0                                               | 이라크 | 서울, 대한민국 |  |  |
| 20:00 UTC+9                                     |          | 리포트 (FIFA) 라이브 리포트 (AFC) 통계 리포트 (AFC) |        | 경기장: 서울월드컵경기장 관중 수: 0명 심판: 나와프 슈크랄라 (바레인) 부심: 모하메드 살만 (바레인) 2부심: 압둘라 알로와이미 (바레인) 대기심: 헤티캄카남게 페레라 (스리랑카) 비디오 판독심: 무하맛 타키 (싱가포르) 보조 비디오 판독심: 시바꼰 푸우돔 (태국) 하칸 아나즈 (오스트레일리아) MVP: 아흐마드 이브라힘 |  |  |
|                                                 |          |                                                     |        | |  |  |

| 2022년 FIFA 월드컵 아시아 지역 3차 예선 9월 7일 | 대한민국     | 1 – 0                                               | 레바논 | 수원, 대한민국 |  |  |
| 20:00 UTC+9                                     | - 권창훈 59′ | 리포트 (FIFA) 라이브 리포트 (AFC) 통계 리포트 (AFC) |        | 경기장: 수원월드컵경기장 관중 수: 0명 심판: 사토 류지 (일본) 부심: 야마우치 히로시 (일본) 2부심: 미하라 준 (일본) 대기심: 헤티캄카남게 페레라 (스리랑카) 비디오 판독심: 기무라 히로유키 (일본) 보조 비디오 판독심: 이다 준페이 (일본) MVP: 권창훈 |  |  |
|                                                 |              |                                                     |        | |  |  |

| 2022년 FIFA 월드컵 아시아 지역 3차 예선 10월 7일 | 대한민국                  | 2 – 1                                               | 시리아       | 안산, 대한민국 |  |  |
| 20:00 UTC+9                                      | - 황인범 48′ - 손흥민 89′ | 리포트 (FIFA) 라이브 리포트 (AFC) 통계 리포트 (AFC) | - 크르빈 84′ | 경기장: 안산 와~ 스타디움 관중 수: 0명 심판: 압둘라흐만 알자심 (카타르) 부심: 탈레브 알마리 (카타르) 2부심: 사우드 알마칼레 (카타르) 대기심: 사우드 알아드바 (카타르) 비디오 판독심: 카미스 알마리 (카타르) 보조 비디오 판독심: 압둘라 알마리 (카타르) MVP: 손흥민 |  |  |
|                                                  |                           |                                                     |              | |  |  |

| 2022년 FIFA 월드컵 아시아 지역 3차 예선 10월 12일 | 이란             | 1 – 1                                               | 대한민국     | 테헤란, 이란 |  |  |
| 17:00 UTC+3:30                                    | - 자한바크쉬 76′ | 리포트 (FIFA) 라이브 리포트 (AFC) 통계 리포트 (AFC) | - 손흥민 48′ | 경기장: 아자디 스타디움 관중 수: 0명 심판: 아흐메드 알카프 (오만) 부심: 아부 바카르 알암리 (오만) 2부심: 라시드 알가이티 (오만) 대기심: 오마르 알야쿠비 (오만) MVP: 손흥민 |  |  |
|                                                   |                  |                                                     |              | |  |  |

| 2022년 FIFA 월드컵 아시아 지역 3차 예선 11월 11일 | 대한민국              | 1 – 0                                               | 아랍에미리트 | 고양, 대한민국 |  |  |
| 20:00 UTC+9                                       | - 황희찬 36′ (페널티) | 리포트 (FIFA) 라이브 리포트 (AFC) 통계 리포트 (AFC) |              | 경기장: 고양종합운동장 관중 수: 30,152명 심판: 마닝 (중국) 부심: 스샹 (중국) 2부심: 차오이 (중국) 대기심: 선인하오 (중국) 비디오 판독심: 아드함 마카드메 (요르단) 보조 비디오 판독심: 아흐메드 알알리 (요르단) MVP: 황희찬 |  |  |
|                                                   |                       |                                                     |              | |  |  |

| 2022년 FIFA 월드컵 아시아 지역 3차 예선 11월 16일 | 이라크 | 0 – 3                                               | 대한민국                                        | 도하, 카타르 |  |  |
| 18:00 UTC+3                                       |        | 리포트 (FIFA) 라이브 리포트 (AFC) 통계 리포트 (AFC) | - 이재성 33′ - 손흥민 74′ (페널티) - 정우영 79′ | 경기장: 타니 빈 자심 스타디움 관중 수: 0명 심판: 일기즈 탄타셰프 (우즈베키스탄) 부심: 안드레이 차펜코 (중국) 2부심: 티무르 가이눌린 (중국) 대기심: 아크롤 리스쿨라예프 (우즈베키스탄) 비디오 판독심: 무하맛 타키 (싱가포르) 보조 비디오 판독심: 투르키 알쿠드하이르 (사우디아라비아) MVP: 손흥민 |  |  |
|                                                   |        |                                                     |                                                 | |  |  |

### 2022년
| 친선 경기 1월 15일 | 대한민국                                                         | 5 – 1  | 아이슬란드       | 안탈리아, 튀르키예 |  |  |
| 14:00 UTC+3        | - 조규성 15′ - 권창훈 27′ - 백승호 29′ - 김진규 75′ - 엄지성 85′ | 리포트 | - 그뷔드욘센 55′ | 경기장: 마르단 스타디움 관중 수: 0명 심판: 알리 팔라브이으크 (튀르키예) 부심: 케렘 엘소이 (튀르키예) 2부심: 압둘라 보라 외즈카라 (튀르키예) 대기심: 부라크 셰케르 (튀르키예) |  |  |
|                    |                                                                  |        |                  | |  |  |

| 친선 경기 1월 21일 | 대한민국                                                       | 4 – 0  | 몰도바 | 안탈리아, 튀르키예 |  |  |
| 14:00 UTC+3        | - 김진규 20′ - 백승호 33′ - 권창훈 48′ - 조영욱 90+3′ (페널티) | 리포트 |        | 경기장: 마르단 스타디움 관중 수: 0명 심판: 압둘카디르 비티겐 (튀르키예) 부심: 제이훈 세시귀젤 (튀르키예) 2부심: 제브데트 Kömürcüoğlu (튀르키예) 대기심: 사르페르 바르슈 사카 (튀르키예) |  |  |
|                    |                                                                |        |        | |  |  |

| 2022년 FIFA 월드컵 아시아 지역 3차 예선 1월 27일 | 레바논 | 0 – 1                                               | 대한민국       | 시돈, 레바논 |  |  |
| 14:00 UTC+2                                      |        | 리포트 (FIFA) 라이브 리포트 (AFC) 통계 리포트 (AFC) | - 조규성 45+1′ | 경기장: 사이다 시립경기장 관중 수: 5,400명 심판: 아흐메드 알카프 (오만) 부심: 아부 바카르 알암리 (오만) 2부심: 압둘라 알자르다니 (오만) 대기심: 살만 아흐마드 파라히 (스리랑카) 비디오 판독심: 아드함 마카드메 (요르단) 보조 비디오 판독심: 아흐메드 알알리 (요르단) MVP: 조규성 |  |  |
|                                                  |        |                                                     |                | |  |  |

| 2022년 FIFA 월드컵 아시아 지역 3차 예선 2월 1일 | 시리아 | 0 – 2                                               | 대한민국                  | 두바이, 아랍에미리트 |  |  |
| 14:00 UTC+4                                     |        | 리포트 (FIFA) 라이브 리포트 (AFC) 통계 리포트 (AFC) | - 김진수 53′ - 권창훈 71′ | 경기장: 라시드 스타디움 관중 수: 310명 심판: 기무라 히로유키 (일본) 부심: 미하라 준 (일본) 2부심: 노무라 오사무 (일본) 대기심: 모함메드 호이시 (사우디아라비아) 비디오 판독심: 이다 준페이 (일본) 보조 비디오 판독심: 아라키 유스케 (일본) MVP: 김진수 |  |  |
|                                                 |        |                                                     |                           | |  |  |

| 2022년 FIFA 월드컵 아시아 지역 3차 예선 3월 24일 | 대한민국                    | 2 – 0                                               | 이란 | 서울, 대한민국 |  |  |
| 20:00 UTC+9                                      | - 손흥민 45+2′ - 김영권 63′ | 리포트 (FIFA) 라이브 리포트 (AFC) 통계 리포트 (AFC) |      | 경기장: 서울월드컵경기장 관중 수: 64,375명 심판: 크리스 비스 (오스트레일리아) 부심: 안톤 슈체티닌 (오스트레일리아) 2부심: 로니 코 민 키아트 (싱가포르) 대기심: 헤티캄카남게 페레라 (스리랑카) 비디오 판독심: 시바꼰 푸우돔 (태국) 보조 비디오 판독심: 기무라 히로유키 (일본) MVP: 손흥민 |  |  |
|                                                  |                             |                                                     |      | |  |  |

| 2022년 FIFA 월드컵 아시아 지역 3차 예선 3월 29일 | 아랍에미리트   | 1 – 0                                               | 대한민국 | 두바이, 아랍에미리트 |  |  |
| 18:45 UTC+4                                      | - 알마즈미 54′ | 리포트 (FIFA) 라이브 리포트 (AFC) 통계 리포트 (AFC) |          | 경기장: 알막툼 스타디움 관중 수: 4,223명 심판: 아흐메드 알카프 (오만) 부심: 아부 바카르 알암리 (오만) 2부심: 라시드 알가이티 (오만) 대기심: 헤티캄카남게 페레라 (스리랑카) 비디오 판독심: 시바꼰 푸우돔 (태국) 보조 비디오 판독심: 아흐메드 알알리 (요르단) MVP: 칼리드 에이사 |  |  |
|                                                  |                |                                                     |          | |  |  |

| 친선 경기 6월 2일 | 대한민국     | 1 – 5  | 브라질                                                                            | 서울, 대한민국 |  |  |
| 20:00 UTC+9       | - 황의조 31′ | 리포트 | - 히샤를리송 7′ - 네이마르 42′ (페널티), 57′ (페널티) - 코치뉴 63′ - 제주스 90+3′ | 경기장: 서울월드컵경기장 관중 수: 64,872명 심판: 사토 류지 (일본) 부심: 야마우치 히로시 (일본) 2부심: 미하라 준 (일본) 대기심: 고형진 (대한민국) 비디오 판독심: 김대용 (대한민국) 보조 비디오 판독심: 채상협 (대한민국) |  |  |
|                   |              |        |                                                                                   | |  |  |

| 친선 경기 6월 6일 | 대한민국                    | 2 – 0  | 칠레 | 대전, 대한민국 |  |  |
| 20:00 UTC+9       | - 황희찬 12′ - 손흥민 90+1′ | 리포트 |      | 경기장: 대전월드컵경기장 관중 수: 40,135명 심판: 사토 류지 (일본) 부심: 야마우치 히로시 (일본) 2부심: 미하라 준 (일본) 대기심: 김종혁 (대한민국) 비디오 판독심: 최현재 (대한민국) 보조 비디오 판독심: 윤재열 (대한민국) |  |  |
|                   |                             |        |      | |  |  |

| 친선 경기 6월 10일 | 대한민국                    | 2 – 2  | 파라과이          | 수원, 대한민국 |  |  |
| 20:00 UTC+9        | - 손흥민 66′ - 정우영 90+3′ | 리포트 | - 알미론 23′, 49′ | 경기장: 수원월드컵경기장 관중 수: 40,228명 심판: 제레미 피냐르 (프랑스) 부심: 오렐리앵 드루에 (프랑스) 2부심: 에르완 팽장 (프랑스) 대기심: 김유정 (대한민국) 비디오 판독심: 김종혁 (대한민국) 보조 비디오 판독심: 최현재 (대한민국) |  |  |
|                    |                             |        |                   | |  |  |

| 친선 경기 6월 14일 | 대한민국                                              | 4 – 1  | 이집트         | 서울, 대한민국 |  |  |
| 20:00 UTC+9        | - 황의조 16′ - 김영권 21′ - 조규성 85′ - 권창훈 90+1′ | 리포트 | - 모하메드 37′ | 경기장: 서울월드컵경기장 관중 수: 59,712명 심판: 제레미 피냐르 (프랑스) 부심: 오렐리앵 드루에 (프랑스) 2부심: 에르완 팽장 (프랑스) 대기심: 박세진 (대한민국) 비디오 판독심: 김종혁 (대한민국) 보조 비디오 판독심: 최현재 (대한민국) |  |  |
|                    |                                                       |        |                | |  |  |

| 2022년 EAFF E-1 풋볼 챔피언십 7월 20일 | 중화인민공화국 | 0 – 3                     | 대한민국                                        | 도요타, 일본 |  |  |
| 19:00 UTC+9                            |                | 라이브 리포트 통계 리포트 | - 주천제 39′ (자책골) - 권창훈 54′ - 조규성 80′ | 경기장: 도요타 스타디움 관중 수: 200명 심판: 아크롤 리스쿨라예프 (우즈베키스탄) 부심: 알리셰르 우스마노프 (우즈베키스탄) 2부심: 아쇼크 라지 (싱가포르) 대기심: 나즈미 나사루딘 (말레이시아) |  |  |
|                                        |                |                           |                                                 | |  |  |

| 2022년 EAFF E-1 풋볼 챔피언십 7월 24일 | 대한민국                     | 3 – 0                     | 홍콩 | 도요타, 일본 |  |  |
| 16:00 UTC+9                            | - 강성진 17′, 86′ - 홍철 74′ | 라이브 리포트 통계 리포트 |      | 경기장: 도요타 스타디움 관중 수: 4,335명 심판: 나즈미 나사루딘 (말레이시아) 부심: 모드 아리프 샤밀 압드 라시드 (말레이시아) 2부심: 빳따라퐁 끼츠사팃 (태국) 대기심: 몽꼴짜이 뻬쯔스리 (태국) |  |  |
|                                        |                              |                           |      | |  |  |

| 2022년 EAFF E-1 풋볼 챔피언십 7월 27일 | 일본                                 | 3 – 0                     | 대한민국 | 도요타, 일본 |  |  |
| 19:20 UTC+9                            | - 소마 49′ - 사사키 63′ - 마치노 72′ | 라이브 리포트 통계 리포트 |          | 경기장: 도요타 스타디움 관중 수: 14,117명 심판: 아크롤 리스쿨라예프 (우즈베키스탄) 부심: 알리셰르 우스마노프 (우즈베키스탄) 2부심: 모드 아리프 샤밀 압드 라시드 (말레이시아) 대기심: 하산 아크라미 (이란) |  |  |
|                                        |                                      |                           |          | |  |  |

| 친선 경기 9월 23일 | 대한민국                  | 2 – 2  | 코스타리카        | 고양, 대한민국 |  |  |
| 20:00 UTC+9        | - 황희찬 28′ - 손흥민 85′ | 리포트 | - 베네테 41′, 63′ | 경기장: 고양종합운동장 관중 수: 37,581명 심판: 알렉스 킹 (오스트레일리아) 부심: 네이선 맥도날드 (오스트레일리아) 2부심: 앤드루 린지 (오스트레일리아) 대기심: 김종혁 (대한민국) 비디오 판독심: 케이시 레이벨트 (오스트레일리아) 보조 비디오 판독심: 박미숙 (대한민국) |  |  |
|                    |                           |        |                   | |  |  |

| 친선 경기 9월 27일 | 대한민국     | 1 – 0  | 카메룬 | 서울, 대한민국 |  |  |
| 20:00 UTC+9        | - 손흥민 35′ | 리포트 |        | 경기장: 서울월드컵경기장 관중 수: 59,389명 심판: 알렉스 킹 (오스트레일리아) 부심: 네이선 맥도날드 (오스트레일리아) 2부심: 앤드루 린지 (오스트레일리아) 대기심: 고형진 (대한민국) 비디오 판독심: 케이시 레이벨트 (오스트레일리아) 보조 비디오 판독심: 박미숙 (대한민국) |  |  |
|                    |              |        |        | |  |  |

| 친선 경기 11월 11일 | 대한민국     | 1 – 0  | 아이슬란드 | 화성, 대한민국 |  |  |
| 20:00 UTC+9         | - 송민규 33′ | 리포트 |            | 경기장: 화성종합경기타운 관중 수: 15,274명 심판: 이다 준페이 (일본) 부심: 다카기 다쿠미 (일본) 2부심: 다케베 요스케 (일본) 대기심: 최현재 (대한민국) 비디오 판독심: 야마모토 유다이 (일본) 보조 비디오 판독심: 니시하시 이사오 (일본) |  |  |
|                     |              |        |            | |  |  |

| 2022년 FIFA 월드컵 H조 11월 24일 | 우루과이 | 0 – 0  | 대한민국 | 알라이얀, 카타르 |  |  |
| 16:00 UTC+3                      |          | 리포트 |          | 경기장: 에듀케이션 시티 스타디움 관중 수: 41,663명 심판: 클레망 튀르팽 (프랑스) 부심: 니콜라 다노 (프랑스) 2부심: 시릴 그랭고르 (프랑스) 대기심: 이슈트반 코바치 (루마니아) 후보 대기심: 바실레 마리네스쿠 (루마니아) 비디오 판독심: 제롬 브리자르 (프랑스) 보조 비디오 판독심: 브누아 미요 (프랑스) 2보조 비디오 판독심: 지브릴 카마라 (세네갈) 3보조 비디오 판독심: 레두안 지예드 (모로코) 후보 보조 비디오 판독심: 라파엘 폴틴 (독일) MVP: 페데리코 발베르데 |  |  |
|                                  |          |        |          | |  |  |

| 2022년 FIFA 월드컵 H조 11월 28일 | 대한민국          | 2 – 3  | 가나                           | 알라이얀, 카타르 |  |  |
| 16:00 UTC+3                      | - 조규성 58′, 61′ | 리포트 | - 살리수 24′ - 쿠두스 34′, 68′ | 경기장: 에듀케이션 시티 스타디움 관중 수: 43,983명 심판: 앤서니 테일러 (잉글랜드) 부심: 게리 베스윅 (잉글랜드) 2부심: 애덤 넌 (잉글랜드) 대기심: 케빈 오르테가 (페루) 후보 대기심: 미차엘 Orué (페루) 비디오 판독심: 토마시 크비아트코프스키 (폴란드) 보조 비디오 판독심: 알레한드로 에르난데스 에르난데스 (스페인) 2보조 비디오 판독심: Kyle Atkins (미국) 3보조 비디오 판독심: 리카르도 데 부르고스 벵고에체아 (스페인) 후보 보조 비디오 판독심: Corey Parker (미국) MVP: 모하메드 쿠두스 |  |  |
|                                  |                   |        |                                | |  |  |

| 2022년 FIFA 월드컵 H조 12월 2일 | 대한민국                    | 2 – 1  | 포르투갈    | 알라이얀, 카타르 |  |  |
| 18:00 UTC+3                     | - 김영권 27′ - 황희찬 90+1′ | 리포트 | - 오르타 5′ | 경기장: 에듀케이션 시티 스타디움 관중 수: 44,097명 심판: 파쿤도 테요 (아르헨티나) 부심: 에세키엘 바라일로프스키 (아르헨티나) 2부심: 가브리엘 차데 (아르헨티나) 대기심: 마게테 은디아예 (세네갈) 후보 대기심: 지브릴 카마라 (세네갈) 비디오 판독심: 니콜라스 가요 (콜롬비아) 보조 비디오 판독심: 후안 소토 (베네수엘라) 2보조 비디오 판독심: 브루누 보스킬리아 (브라질) 3보조 비디오 판독심: 아르만도 빌라리얼 (미국) 후보 보조 비디오 판독심: 브루누 피리스 (브라질) MVP: 황희찬 |  |  |
|                                 |                             |        |             | |  |  |

| 2022년 FIFA 월드컵 16강 12월 5일 | 브라질                                                                | 4 – 1  | 대한민국     | 도하, 카타르 |  |  |
| 22:00 UTC+3                      | - 비니시우스 7′ - 네이마르 13′ (페널티) - 히샤를리송 29′ - 파케타 36′ | 리포트 | - 백승호 76′ | 경기장: 스타디움 974 관중 수: 43,847명 심판: 클레망 튀르팽 (프랑스) 부심: 니콜라 다노 (프랑스) 2부심: 시릴 그랭고르 (프랑스) 대기심: 슬라브코 빈치치 (슬로베니아) 후보 대기심: 토마시 클란치니크 (슬로베니아) 비디오 판독심: 제롬 브리자르 (프랑스) MVP: 네이마르 |  |  |
|                                  |                                                                       |        |              | |  |  |

### 2023년
| 친선 경기 3월 24일 | 대한민국            | 2 – 2  | 콜롬비아                        | 울산, 대한민국 |  |  |
| 20:00 UTC+9        | - 손흥민 10′, 45+2′ | 리포트 | - 로드리게스 46′ - 카라스칼 49′ | 경기장: 울산문수축구경기장 관중 수: 35,727명 심판: 이다 준페이 (일본) 부심: 아사다 다케시 (일본) 2부심: 구마가이 유키타카 (일본) 대기심: 김희곤 (대한민국) 비디오 판독심: 야마모토 유다이 (일본) 보조 비디오 판독심: 아라키 유스케 (일본) |  |  |
|                    |                     |        |                                 | |  |  |

| 친선 경기 3월 28일 | 대한민국     | 1 – 2  | 우루과이                    | 서울, 대한민국 |  |  |
| 20:00 UTC+9        | - 황인범 51′ | 리포트 | - 코아테스 10′ - 베시노 63′ | 경기장: 서울월드컵경기장 관중 수: 63,952명 심판: 야마모토 유다이 (일본) 부심: 구마가이 유키타카 (일본) 2부심: 아사다 다케시 (일본) 대기심: 최현재 (대한민국) 비디오 판독심: 이다 준페이 (일본) 보조 비디오 판독심: 아라키 유스케 (일본) |  |  |
|                    |              |        |                             | |  |  |

| 친선 경기 6월 16일 | 대한민국 | 0 – 1  | 페루         | 부산, 대한민국 |  |  |
| 20:00 UTC+9        |          | 리포트 | - 레이나 11′ | 경기장: 부산아시아드주경기장 관중 수: 52,443명 심판: 숀 에번스 (오스트레일리아) 부심: 로니 코 민 키아트 (싱가포르) 2부심: 압둘 한난 빈 압둘 하심 (싱가포르) 대기심: 최현재 (대한민국) 비디오 판독심: 무하맛 타키 (싱가포르) 보조 비디오 판독심: 알렉스 킹 (오스트레일리아) |  |  |
|                    |          |        |              | |  |  |

| 친선 경기 6월 20일 | 대한민국     | 1 – 1  | 엘살바도르 | 대전, 대한민국 |  |  |
| 20:00 UTC+9        | - 황의조 49′ | 리포트 | - 롤단 87′ | 경기장: 대전월드컵경기장 관중 수: 39,823명 심판: 무하맛 타키 (싱가포르) 부심: 압둘 한난 빈 압둘 하심 (싱가포르) 2부심: 로니 코 민 키아트 (싱가포르) 대기심: 김대용 (대한민국) 비디오 판독심: 숀 에번스 (오스트레일리아) 보조 비디오 판독심: 알렉스 킹 (오스트레일리아) |  |  |
|                    |              |        |            | |  |  |

| 친선 경기 9월 7일 | 웨일스 | 0 – 0  | 대한민국 | 카디프, 웨일스 |  |  |
| 19:45 UTC+1       |        | 리포트 |          | 경기장: 카디프 시티 스타디움 관중 수: 13,668명 심판: 윌리 콜럼 (스코틀랜드) 부심: 프랜시스 코너 (스코틀랜드) 2부심: 숀 카르 (스코틀랜드) 대기심: 돈 로버트슨 (스코틀랜드) |  |  |
|                   |        |        |          | |  |  |

| 친선 경기 9월 12일 | 사우디아라비아 | 0 – 1  | 대한민국     | 뉴캐슬어폰타인, 잉글랜드 |  |  |
| 17:30 UTC+1        |                | 리포트 | - 조규성 32′ | 경기장: 세인트 제임스 파크 관중 수: 3,000명 심판: 앤드류 메들리 (잉글랜드) 부심: 콘스턴틴 Hatzidakis (잉글랜드) 2부심: 해리 레너드 (잉글랜드) 대기심: 케빈 클랜시 (스코틀랜드) |  |  |
|                    |                |        |              | |  |  |

| 친선 경기 10월 13일 | 대한민국                                               | 4 – 0  | 튀니지 | 서울, 대한민국 |  |  |
| 20:00 UTC+9         | - 이강인 55′, 57′ - 메리아 66′ (자책골) - 황의조 90+1′ | 리포트 |        | 경기장: 서울월드컵경기장 관중 수: 59,018명 심판: 아미룰 이즈완 야콥 (말레이시아) 부심: 모드 유스리 무하맛 (말레이시아) 2부심: 모하맛 빈 탄 (말레이시아) 대기심: 김희곤 (대한민국) |  |  |
|                     |                                                        |        |        | |  |  |

| 친선 경기 10월 17일 | 대한민국                                                                              | 6 – 0  | 베트남 | 수원, 대한민국 |  |  |
| 20:00 UTC+9         | - 김민재 5′ - 황희찬 27′ - 보민쫑 50′ (자책골) - 손흥민 60′ - 이강인 70′ - 정우영 86′ | 리포트 |        | 경기장: 수원월드컵경기장 관중 수: 42,175명 심판: 아미룰 이즈완 야콥 (말레이시아) 부심: 모드 유스리 무하맛 (말레이시아) 2부심: 모하맛 빈 탄 (말레이시아) 대기심: 채상협 (대한민국) |  |  |
|                     |                                                                                       |        |        | |  |  |

| 2026년 FIFA 월드컵 2차 예선 11월 16일 | 대한민국                                                                  | 5 – 0                      | 싱가포르 | 서울, 대한민국 |  |  |
| 20:00 UTC+9                           | - 조규성 44′ - 황희찬 49′ - 손흥민 63′ - 황의조 68′ (페널티) - 이강인 85′ | 리포트 (FIFA) 리포트 (AFC) |          | 경기장: 서울월드컵경기장 관중 수: 64,381명 심판: 비잔 헤이다리 (이란) 부심: 사에이드 가세미 (이란) 2부심: 알리레자 일도롬 (이란) 대기심: 파얌 헤이다리 (이란) |  |  |
|                                       |                                                                           |                            |          | |  |  |

| 2026년 FIFA 월드컵 2차 예선 11월 21일 | 중화인민공화국 | 0 – 3                      | 대한민국                           | 선전, 중화인민공화국 |  |  |
| 20:00 UTC+8                           |                | 리포트 (FIFA) 리포트 (AFC) | - 손흥민 11′ (페널티) - 정승현 87′ | 경기장: 선전 유니버시아드 스포츠 센터 관중 수: 39,969명 심판: 압둘라흐만 알자심 (카타르) 부심: 탈레브 알마리 (카타르) 2부심: 사우드 알마칼레 (카타르) 대기심: 누르자트베크 압디카디로프 (키르기스스탄) |  |  |
|                                       |                |                            |                                    | |  |  |

### 2024년
| 친선 경기 1월 6일 | 대한민국     | 1 – 0  | 이라크 | 아부다비, 아랍에미리트 |  |  |
| 17:00 UTC+4       | - 이재성 40′ | 리포트 |        | 경기장: 뉴욕 대학 경기장 관중 수: 100명 심판: 야흐야 알물라 (아랍에미리트) 부심: 아흐메드 알라 (아랍에미리트) 2부심: 사베트 알알리 (아랍에미리트) 대기심: 라시드 압둘라 (아랍에미리트) |  |  |
|                   |              |        |        | |  |  |

| 2023년 AFC 아시안컵 E조 1월 15일 | 대한민국                       | 3 – 1                     | 바레인         | 알라이얀, 카타르 |  |  |
| 14:30 UTC+3                      | - 황인범 38′ - 이강인 56′, 68′ | 라이브 리포트 통계 리포트 | - 알하샤쉬 51′ | 경기장: 자심 빈 하마드 스타디움 관중 수: 8,388명 심판: 마닝 (중국) 부심: 저우페이 (중국) 2부심: 장청 (중국) 대기심: 아라키 유스케 (일본) 후보 대기심: 다카기 다쿠미 (일본) 비디오 판독심: 푸밍 (중국) 보조 비디오 판독심: 한나 하타브 (시리아) MVP: 이강인 |  |  |
|                                  |                                |                           |                | |  |  |

| 2023년 AFC 아시안컵 E조 1월 20일 | 요르단                                   | 2 – 2                     | 대한민국                                       | 도하, 카타르 |  |  |
| 14:30 UTC+3                      | - 박용우 37′ (자책골) - 알나이마트 45+6′ | 라이브 리포트 통계 리포트 | - 손흥민 9′ (페널티) - 알아라브 90+1′ (자책골) | 경기장: 알투마마 스타디움 관중 수: 36,627명 심판: 살만 아흐마드 파라히 (카타르) 부심: 탈레브 알마리 (카타르) 2부심: 사우드 알마칼레 (카타르) 대기심: 압델 알나크비 (아랍에미리트) 후보 대기심: 모하메드 알함마디 (아랍에미리트) 비디오 판독심: 압둘라 알마리 (카타르) 보조 비디오 판독심: 압둘라흐만 알자심 (카타르) MVP: 손흥민 |  |  |
|                                  |                                          |                           |                                                | |  |  |

| 2023년 AFC 아시안컵 E조 1월 25일 | 대한민국                                          | 3 – 3                     | 말레이시아                                  | 알와크라, 카타르 |  |  |
| 14:30 UTC+3                      | - 정우영 21′ - 이강인 83′ - 손흥민 90+4′ (페널티) | 라이브 리포트 통계 리포트 | - 파이살 51′ - 아리프 62′ - 모랄레스 90+15′ | 경기장: 알자누브 스타디움 관중 수: 30,117명 심판: 칼리드 알투라이스 (사우디아라비아) 부심: 자이드 샴마리 (사우디아라비아) 2부심: 야시르 알술탄 (사우디아라비아) 대기심: 압둘라흐만 알자심 (카타르) 후보 대기심: 와테크 알스와이에디 (이라크) 비디오 판독심: 압둘라 알마리 (카타르) 보조 비디오 판독심: 모함메드 알호이쉬 (사우디아라비아) MVP: 이강인 |  |  |
|                                  |                                                   |                           |                                             | |  |  |

| 2023년 AFC 아시안컵 16강전 1월 30일     | 사우디아라비아 | 1 – 1 (연장전) (2 – 4 승부차기)     | 대한민국       | 알라이얀, 카타르 |  |  |
| 19:00 UTC+3                             | - 라디프 46′   | 라이브 리포트 통계 리포트           | - 조규성 90+9′ | 경기장: 에듀케이션 시티 스타디움 관중 수: 42,389명 심판: 일기즈 탄타셰프 (우즈베키스탄) 부심: 안드레이 차펜코 (우즈베키스탄) 2부심: 티무르 가이눌린 (우즈베키스탄) 대기심: 아드함 마카드메 (요르단) 후보 대기심: 아흐마드 압바스 (쿠웨이트) 비디오 판독심: 아흐마드 알알리 (쿠웨이트) 보조 비디오 판독심: 압델 알나크비 (아랍에미리트) MVP: 조현우 |  |  |
|                                         |                | 승부차기                            |                | |  |  |
| - 칸노 - 압둘하미드 - 알나제이 - 가리브 |                | - 손흥민 - 김영권 - 조규성 - 황희찬 |                | |  |  |
|                                         |                |                                     |                | |  |  |

| 2023년 AFC 아시안컵 8강전 2월 2일 | 오스트레일리아 | 1 – 2 (연장전)            | 대한민국                              | 알와크라, 카타르 |  |  |
| 18:30 UTC+3                       | - 굿윈 42′     | 라이브 리포트 통계 리포트 | - 황희찬 90+6′ (페널티) - 손흥민 104′ | 경기장: 알자누브 스타디움 관중 수: 39,632명 심판: 아흐메드 알카프 (오만) 부심: 아부 바카르 알암리 (오만) 2부심: 라시드 알가이티 (오만) 대기심: 압델 알나크비 (아랍에미리트) 후보 대기심: 하산 알마흐리 (아랍에미리트) 비디오 판독심: 모함메드 압둘라 하산 모하메드 (아랍에미리트) 보조 비디오 판독심: 오마르 알알리 (아랍에미리트) MVP: 손흥민 |  |  |
|                                   |                |                           |                                       | |  |  |

| 2023년 AFC 아시안컵 준결승전 2월 6일 | 요르단                          | 2 – 0                     | 대한민국 | 알라이얀, 카타르 |  |  |
| 18:00 UTC+3                          | - 알나이마트 53′ - 알타마리 66′ | 라이브 리포트 통계 리포트 |          | 경기장: 아흐마드 빈 알리 스타디움 관중 수: 42,850명 심판: 모함메드 압둘라 하산 모하메드 (아랍에미리트) 부심: 모하메드 알함마디 (아랍에미리트) 2부심: 하산 알마흐리 (아랍에미리트) 대기심: 마닝 (중국) 후보 대기심: 저우페이 (중국) 비디오 판독심: 오마르 알알리 (아랍에미리트) 보조 비디오 판독심: 이다 준페이 (일본) MVP: 무사 알타마리 |  |  |
|                                      |                                 |                           |          | |  |  |

| 2026년 FIFA 월드컵 2차 예선 3월 21일 | 대한민국     | 1 – 1                      | 태국           | 서울, 대한민국 |  |  |
| 20:00 UTC+9                          | - 손흥민 42′ | 리포트 (FIFA) 리포트 (AFC) | - Suphanat 61′ | 경기장: 서울월드컵경기장 관중 수: 64,912명 심판: 칼리드 알투라이스 (사우디아라비아) 부심: 모함메드 알아바크리 (사우디아라비아) 2부심: 압둘라힘 알샴마리 (사우디아라비아) 대기심: 파이살 알블위 (사우디아라비아) |  |  |
|                                      |              |                            |                | |  |  |

| 2026년 FIFA 월드컵 2차 예선 3월 26일 | 태국 | 0 – 3                      | 대한민국                               | 방콕, 태국 |  |  |
| 19:30 UTC+7                          |      | 리포트 (FIFA) 리포트 (AFC) | - 이재성 19′ - 손흥민 54′ - 박진섭 82′ | 경기장: 라차망칼라 스타디움 관중 수: 45,458명 심판: 아드함 마카드메 (요르단) 부심: 모하마드 무스타파 (요르단) 2부심: 아흐마드 알로알레 (요르단) 대기심: 모함마드 가바옌 (요르단) |  |  |
|                                      |      |                            |                                        | |  |  |

| 2026년 FIFA 월드컵 2차 예선 6월 6일 | 싱가포르 | 0 – 7                      | 대한민국                                                                  | 칼랑, 싱가포르 |  |  |
| 20:00 UTC+8                         |          | 리포트 (FIFA) 리포트 (AFC) | - 이강인 9′, 54′ - 주민규 20′ - 손흥민 53′, 56′ - 배준호 79′ - 황희찬 81′ | 경기장: 싱가포르 국립경기장 관중 수: 49,097명 심판: 사둘로 굴무로디 (타지키스탄) 부심: 하산 카모프 (타지키스탄) 2부심: 바포 카라에프 (타지키스탄) 대기심: 유디 누르차야 (인도네시아) |  |  |
|                                     |          |                            |                                                                           | |  |  |

| 2026년 FIFA 월드컵 2차 예선 6월 11일 | 대한민국     | 1 – 0                      | 중화인민공화국 | 서울, 대한민국 |  |  |
| 20:00 UTC+9                          | - 이강인 61′ | 리포트 (FIFA) 리포트 (AFC) |                | 경기장: 서울월드컵경기장 관중 수: 64,935명 심판: 모함메드 알호이쉬 (사우디아라비아) 부심: 자이드 샴마리 (사우디아라비아) 2부심: 야시르 알술탄 (사우디아라비아) 대기심: 슈크리 알훈쉬 (사우디아라비아) |  |  |
|                                      |              |                            |                | |  |  |

| 2026년 FIFA 월드컵 3차 예선 9월 5일 | 대한민국 | 0 – 0                                               | 팔레스타인 | 서울, 대한민국 |  |  |
| 20:00 UTC+9                         |          | 리포트 (FIFA) 라이브 리포트 (AFC) 통계 리포트 (AFC) |            | 경기장: 서울월드컵경기장 관중 수: 59,579명 심판: 알리레자 파가니 (오스트레일리아) 부심: 안톤 슈체티닌 (오스트레일리아) 2부심: 애쉴리 비참 (오스트레일리아) 대기심: 애덤 Kersey (오스트레일리아) 비디오 판독심: 무하맛 타키 (싱가포르) 보조 비디오 판독심: 라킴베크 카리모프 (우즈베키스탄) MVP: 라미 하마데 |  |  |
|                                     |          |                                                     |            | |  |  |

| 2026년 FIFA 월드컵 3차 예선 9월 10일 | 오만                    | 1 – 3                                               | 대한민국                                  | 무스카트, 오만 |  |  |
| 18:00 UTC+4                          | - 정승현 45+2′ (자책골) | 리포트 (FIFA) 라이브 리포트 (AFC) 통계 리포트 (AFC) | - 황희찬 10′ - 손흥민 82′ - 주민규 90+11′ | 경기장: 술탄 카부스종합운동장 관중 수: 27,144명 심판: 마닝 (중국) 부심: 저우페이 (중국) 2부심: 장청 (중국) 대기심: 왕디 (중국) 비디오 판독심: 푸밍 (중국) 보조 비디오 판독심: 선인하오 (중국) MVP: 손흥민 |  |  |
|                                      |                         |                                                     |                                           | |  |  |

| 2026년 FIFA 월드컵 3차 예선 10월 10일 | 요르단 | 0 – 2                                               | 대한민국                  | 암만, 요르단 |  |  |
| 17:00 UTC+3                           |        | 리포트 (FIFA) 라이브 리포트 (AFC) 통계 리포트 (AFC) | - 이재성 38′ - 오현규 68′ | 경기장: 암만 국제경기장 관중 수: 14,655명 심판: 기무라 히로유키 (일본) 부심: 아사다 다케시 (일본) 2부심: 다케베 요스케 (일본) 대기심: 가사하라 히로키 (일본) 비디오 판독심: 아라키 유스케 (일본) 보조 비디오 판독심: 다니모토 료 (일본) MVP: 이재성 |  |  |
|                                       |        |                                                     |                           | |  |  |

| 2026년 FIFA 월드컵 3차 예선 10월 15일 | 대한민국                               | 3 – 2                                               | 이라크                      | 용인, 대한민국 |  |  |
| 20:00 UTC+9                           | - 오세훈 41′ - 오현규 74′ - 이재성 83′ | 리포트 (FIFA) 라이브 리포트 (AFC) 통계 리포트 (AFC) | - 후세인 50′ - 바예쉬 90+5′ | 경기장: 용인미르스타디움 관중 수: 35,198명 심판: 루스탐 루트풀린 (우즈베키스탄) 부심: 안드레이 차펜코 (우즈베키스탄) 2부심: 티무르 가이눌린 (우즈베키스탄) 대기심: 아스케르 나자리예프 (우즈베키스탄) 비디오 판독심: 피르다프스 노르사로프 (우즈베키스탄) 보조 비디오 판독심: 압두쉬드 쿠도이베르간노프 (우즈베키스탄) MVP: 이강인 |  |  |
|                                       |                                        |                                                     |                             | |  |  |

| 2026년 FIFA 월드컵 3차 예선 11월 14일 | 쿠웨이트   | 1 – 3                                               | 대한민국                                        | 쿠웨이트시티, 쿠웨이트 |  |  |
| 17:00 UTC+3                           | - 다함 60′ | 리포트 (FIFA) 라이브 리포트 (AFC) 통계 리포트 (AFC) | - 오세훈 10′ - 손흥민 19′ (페널티) - 배준호 74′ | 경기장: 자베르 알아흐마드 국제경기장 관중 수: 22,791명 심판: 숀 에번스 (오스트레일리아) 부심: 조지 라크린디스 (오스트레일리아) 2부심: 오웬 골드릭 (오스트레일리아) 대기심: 대니얼 Elder (오스트레일리아) 비디오 판독심: 알렉스 킹 (오스트레일리아) 보조 비디오 판독심: 케이트 야체위치 (오스트레일리아) MVP: 오세훈 |  |  |
|                                       |            |                                                     |                                                 | |  |  |

| 2026년 FIFA 월드컵 3차 예선 11월 19일 | 팔레스타인   | 1 – 1                                               | 대한민국     | 암만, 요르단 |  |  |
| 17:00 UTC+3                           | - 쿤바르 12′ | 리포트 (FIFA) 라이브 리포트 (AFC) 통계 리포트 (AFC) | - 손흥민 16′ | 경기장: 암만 국제경기장 관중 수: 2,405명 심판: 아라키 유스케 (일본) 부심: 미하라 준 (일본) 2부심: 와타나베 고타 (일본) 대기심: 가사하라 히로키 (일본) 비디오 판독심: 기무라 히로유키 (일본) 보조 비디오 판독심: 이다 준페이 (일본) MVP: 손흥민 |  |  |
|                                       |              |                                                     |              | |  |  |

### 2025년
| 2026년 FIFA 월드컵 3차 예선 3월 20일 | 대한민국     | 1 – 1                                               | 오만             | 고양, 대한민국 |  |  |
| 20:00 UTC+9                          | - 황희찬 41′ | 리포트 (FIFA) 라이브 리포트 (AFC) 통계 리포트 (AFC) | - 알부사이디 80′ | 경기장: 고양종합운동장 관중 수: 35,212명 심판: 알리레자 파가니 (오스트레일리아) 부심: 안톤 슈체티닌 (오스트레일리아) 2부심: 애쉴리 비참 (오스트레일리아) 대기심: 나가미네 고키 (일본) 비디오 판독심: 케이트 야체위치 (오스트레일리아) 보조 비디오 판독심: 조너선 바레이로 (오스트레일리아) MVP: 황희찬 |  |  |
|                                      |              |                                                     |                  | |  |  |

| 2026년 FIFA 월드컵 3차 예선 3월 25일 | 대한민국    | 1 – 1                                               | 요르단                | 수원, 대한민국 |  |  |
| 20:00 UTC+9                          | - 이재성 5′ | 리포트 (FIFA) 라이브 리포트 (AFC) 통계 리포트 (AFC) | - 권경원 30′ (자책골) | 경기장: 수원월드컵경기장 관중 수: 41,582명 심판: 일기즈 탄타셰프 (우즈베키스탄) 부심: 안드레이 차펜코 (우즈베키스탄) 2부심: 티무르 가이눌린 (우즈베키스탄) 대기심: 루스탐 루트풀린 (우즈베키스탄) 비디오 판독심: 피르다프스 노르사로프 (우즈베키스탄) 보조 비디오 판독심: 아크롤 리스쿨라예프 (우즈베키스탄) MVP: 야잔 알아라브 |  |  |
|                                      |             |                                                     |                       | |  |  |

| 2026년 FIFA 월드컵 3차 예선 6월 5일 | 이라크 | 0 – 2                                               | 대한민국                  | 바스라, 이라크 |  |  |
| 21:15 UTC+3                         |        | 리포트 (FIFA) 라이브 리포트 (AFC) 통계 리포트 (AFC) | - 김진규 63′ - 오현규 82′ | 경기장: 바스라 국제경기장 관중 수: 55,972명 심판: 아라키 유스케 (일본) 부심: 미하라 준 (일본) 2부심: 와타나베 고타 (일본) 대기심: 다니모토 료 (일본) 비디오 판독심: 이다 준페이 (일본) 보조 비디오 판독심: 가사하라 히로키 (일본) MVP: 김진규 |  |  |
|                                     |        |                                                     |                           | |  |  |

| 2026년 FIFA 월드컵 3차 예선 6월 10일 | 대한민국                                                      | 4 - 0                                               | 쿠웨이트 | 서울, 대한민국 |  |  |
| 20:00 UTC+9                          | 알 하제리 30′ (자책골) · 이강인 51′ · 오현규 54′ · 이재성 72′ | 리포트 (FIFA) 라이브 리포트 (AFC) 통계 리포트 (AFC) |          | 경기장: 서울월드컵경기장 관중 수: 41,119 심판: 마제드 알 샴라니 (사우디아라비아) 부심: 헤샴 알 레파에이 (사우디아라비아) 2부심: 오마르 알 자멜 (사우디아라비아) 대기심: 슈크리 알 훈푸쉬 (사우디아라비아) 비디오 판독심: 압둘라 알 셰흐리 (사우디아라비아) 보조 비디오 판독심: 맘두흐 알 샤단 (사우디아라비아) MVP: 이강인 |  |  |
|                                      |                                                               |                                                     |          | |  |  |

| 2025년 EAFF E-1 풋볼 챔피언십 7월 7일 | 대한민국 | v      | 중화인민공화국 | 용인, 대한민국           |  |  |
| 20:00 UTC+9                           |          | 리포트 |                | 경기장: 용인미르스타디움 |  |  |
|                                       |          |        |                |                          |  |  |

| 2025년 EAFF E-1 풋볼 챔피언십 7월 11일 | 홍콩 | v      | 대한민국 | 용인, 대한민국           |  |  |
| 20:00 UTC+9                            |      | 리포트 |          | 경기장: 용인미르스타디움 |  |  |
|                                        |      |        |          |                          |  |  |

| 2025년 EAFF E-1 풋볼 챔피언십 7월 15일 | 대한민국 | v      | 일본 | 용인, 대한민국           |  |  |
| 19:24 UTC+9                            |          | 리포트 |      | 경기장: 용인미르스타디움 |  |  |
|                                        |          |        |      |                          |  |  |

| 친선 경기 9월 6일 | 미국 | v      | 대한민국 | 해리슨, 미국                             |  |  |
| 17:00 UTC−4       |      | 리포트 |          | 경기장: 스포츠 일러스트레이티드 스타디움 |  |  |
|                   |      |        |          |                                          |  |  |

| 친선 경기 9월 9일 | 멕시코 | v      | 대한민국 | 내슈빌, 미국          |  |  |
| 20:00 UTC−5       |        | 리포트 |          | 경기장: 지오디스 파크 |  |  |
|                   |        |        |          |                       |  |  |

## 같이 보기
- 대한민국 축구 국가대표팀 경기 결과

## 내용주
1. 1 2 3 4  아시아의 코로나19 범유행으로, 무관중 경기로 진행이 된다.
2. 1 2  The Korean FA (South Korea) and Lebanese FA (Lebanon) have agreed to switch the order of their home-and-away matches.[1]